# Bella Heathcote
Isabella "Bella" Heathcote (ur. 27 maja 1987 w Melbourne) – australijska aktorka.
Najbardziej znana z roli Amandy Fowler z australijskiej opery mydlanej Sąsiedzi.
Heathcote urodziła się w Melbourne w Australii. Karierę aktorską rozpoczęła w 2008 roku.
W grudniu 2010 roku Heathcote dołączyła do obsady w filmie Davida Chase'a Twylight Zones. W lutym 2011 roku Tim Burton wybrał Heathcote do roli Victorii Winters i Josette du Pres w adaptacji filmowej Mroczne cienie, który został zrealizowany w 2012 roku.

## Filmografia
- 2014: Scenariusz na miłość jako Karen Gabney
- 2012: Killing Them Softly
- 2012: Twylight Zones
- 2012: Mroczne cienie jako Victoria Winters / Josette du Pres
- 2011: Wyścig z czasem jako Michele Weis
- 2010: Beneath Hill 60 jako Marjorie Waddell
- 2010: Glenn Owen Dodds jako Julie
- 2009: Sąsiedzi jako Amanda Fowler
- 2008: Acolytes jako Petra